# Ерика Вибе
Ерика Вибе (енгл. Erica Wiebe; Онтарио, 13. јун 1989) је канадска рвачица и олимпијски победница. На Олимпијским играма 2016. у Рио де Жанеиру освојила је злато у категорији до 75 кг. Ово је била трећа златна медаља за Канаду у рвању на Олимпијским играма. Ерика Вибе имала је веома успешну 2014. годину када је победила на Играма Комонвелта и свим турнирима на којима је учествовала, 36 победа у низу, све до Светског првенства када је заустављена у четвртфиналу. Иако 2015. није успела да уђе у канадски тим за Панамеричке игре и Светско првенство, тријумфовала је на неколико значајних међународних турнира.